# Гаррі Андерссон
Гаррі Андерссон (швед. Harry Andersson; нар. 7 березня 1913, Норрчепінг — пом. 6 червня 1996, Норрчепінг) — шведський футболіст, що грав на позиції нападника за «Слейпнер» та національну збірну Швеції.

## Клубна кар'єра
У дорослому футболі дебютував 1935 року виступами за команду клубу «Слейпнер», кольори якої і захищав протягом усієї своєї кар'єри гравця, що тривала сім років. В сезоні 1934–35 став найкращим бомбардиром вищого дивізіону чемпіонату Швеції.
Помер 6 червня 1996 року на 84-му році життя у місті Норрчепінг.

## Виступи за збірну
1938 року дебютував в офіційних матчах у складі національної збірної Швеції. Протягом кар'єри у національній команді, яка тривала усього один рік, провів у формі головної команди країни 3 матчі, забивши 3 голи.
У складі збірної був учасником чемпіонату світу 1938 року у Франції.

## Титули і досягнення
- Найкращий бомбардир чемпіонату Швеції (1):

1934–35